# Plateau des Petites-Roches
Het Plateau des Petite-Roches is een plateau aan de oostflank van de Chartreuse, een bergmassief dat deel uitmaakt van de Voor-Alpen, in de Franse departementen Isère en Savoie. 
In het zuiden wordt het plateau gedomineerd door de Dent de Crolles (2068 m), meer noordelijker door de Dôme de Bellefont en de kliffen van Grand Manti. Het plateau ligt nogal geïsoleerd ten opzichte van de rest van het Chartreuse-massief.
Het plateau is ongeveer 20 km lang en 1000 meter hoog, met een niveauverschil van 800 meter ten opzichte van het dal van de Isère. In Saint-Hilaire is sinds 1920 een kabelspoorbaan.